# Saint-Irénée-et-Alderwood
Saint-Irénée-et-Alderwood est un village de la Péninsule acadienne, dans le comté de Gloucester, au nord-est de la province canadienne du Nouveau-Brunswick. C'est un district de services locaux fusionné au Grand Tracadie-Sheila le 1er juillet 2014.

## Toponyme
Saint-Irénée est nommé ainsi en l'honneur d'Irénée de Lyon. Alderwood porte ce nom depuis l'ouverture du bureau de poste en 1917. Le hameau s'appelait auparavant Gautreau Settlement.

## Géographie

### Situation
Saint-Irénée-et-Alderwood est situé dans la péninsule acadienne, à 55 kilomètres à l'est de Bathurst et à 6 kilomètres à l'ouest de Tracadie-Sheila. Le village a une superficie de 63,32 km2.
Saint-Irénée-et-Alderwood est bordé au nord par la rivière du Petit-Tracadie, alors que la Grande Rivière Tracadie forme la frontière ouest. Le principal affluent de la rivière du Petit-Tracadie est le ruisseau à la truite, qui prend sa source au centre du village.
Saint-Irénée-et-Alderwood possède un vaste territoire grossièrement rectangulaire et orienté est-ouest. Il est limitrophe de la paroisse de Saumarez à l'ouest, de Saint-Sauveur au nord-ouest, de la paroisse de Saint-Isidore au nord, de Gauvreau–Petit-Tracadie au nord-est, de Rivière-à-la-Truite, Saumarez et Benoit à l'est, de Saint-Pons au sud-est et de Leech au sud.
Saint-Irénée-et-Alderwood est généralement considéré comme faisant partie de l'Acadie.

### Géologie
Le sous-sol de Saint-Irénée-et-Alderwood est composé principalement de roches sédimentaires du groupe de Pictou datant du Pennsylvanien (entre 300 et 311 millions d'années).

### Logement
L'ensemble de la paroisse de Saumarez comptait 2911 logements privés en 2006, dont 2615 occupés par des résidents habituels. Parmi ces logements, 86,0 % sont individuels, 6,9 % sont jumelés, 0,0 % sont en rangée, 1,0 % sont des appartements ou duplex et 1,7 % sont des immeubles de moins de cinq étages. Enfin, 4,0 % des logements entrent dans la catégorie autres, tels que les maisons-mobiles. 85,9 % des logements sont possédés alors que 14,1 % sont loués. 72,7 % ont été construits avant 1986 et 15,1 % ont besoin de réparations majeures. Les logements comptent en moyenne 6,2 pièces et 0,0 % des logements comptent plus d'une personne habitant par pièce. Les logements ont une valeur moyenne de 74 518 $, comparativement à 119 549 $ pour la province.

## Histoire
Saint-Irenée-et-Alderwood est situé dans le territoire historique des Micmacs, plus précisément dans le district de Sigenigteoag, qui comprend l'actuel côte Est du Nouveau-Brunswick, jusqu'à la baie de Fundy.
En 1825, le territoire est touché par les Grands feux de la Miramichi, qui dévastent entre 10 000 km2 et 20 000 km2 dans le centre et le nord-est de la province et tuent en tout plus de 280 personnes,.
Un bureau de poste est ouvert à Alderwood en 1917. Le champ de tir de Tracadie, d'une superficie de 18 000 hectares, est ouvert dans l'ouest de Leech en 1939. Le bureau de poste d'Alderwood ferme ses portes en 1967. Le champ de tir est quant à lui fermé en 1994. Le site est nettoyé et transféré au gouvernement provincial en 1997.
Saint-Irénée-et-Alderwood est l'une des localités organisatrices du IVe Congrès mondial acadien, en 2009.

## Démographie
Le village comptait 845 habitants en 2006, comparativement à 862 en 2001, soit une baisse de 2,0 %. Il y avait 307 logements individuels, dont 297 occupés par des résidents habituels.
Pour l'ensemble de la paroisse de Saumarez, l'âge médian est de 42,4 ans, comparativement à 41,5 pour la province. 85,5 % de la population est âgée de plus de 15 ans, comparativement à 83,8 % pour la province. Les femmes représentent 49,5 % de la population, comparativement à 51,3 % pour la province. Chez les plus de 15 ans, 39,7 % sont célibataires, 44,7 % sont mariés, 5,4 % sont séparés, 4,4 % sont divorcés et 5,9 % sont veufs,.
Les autochtones représentent 1,6 % de la population et 0,3 % des habitants font partie d'une minorité visible. Les immigrants représentent 0,4 % de la population, 99,9 % des habitants sont citoyens du Canada et 99,3 % sont issus de familles établies au Canada depuis trois générations ou plus.
La langue maternelle est le français chez 97,0 % des habitants, l'anglais chez 2,1 %, les deux langues chez 0,4 % et 4,4 % sont allophones. 36,5 % de la population peut communiquer dans les deux langues officielles, 62,9 % sont unilingues francophones, 0,5 % sont unilingues anglophones et 0,1 % ne connaissent ni le français ni l'anglais. Le français est parlé à la maison par 96,8 % des gens, l'anglais par 1,8 %, les deux langues par 1,2 % et une langue non officielle par 0,2 %. Le français est la langue de travail de 91,5 % des employés, l'anglais de 6,0 % et 2,2 % des employés utilisent les deux langues.
51,7 % des habitants âgés de plus de 15 ans possèdent un certificat, diplôme ou grade post-secondaire, comparativement à 44,6 % pour la province.

## Administration

### Comité consultatif
En tant que district de services locaux, Saint-Sauveur est administré directement par le Ministère des Gouvernements locaux du Nouveau-Brunswick, secondé par un comité consultatif élu composé de cinq membres dont un président.
| Période                                  | Période | Identité | Étiquette | Qualité |
| ---------------------------------------- | ------- | -------- | --------- | ------- |
|                                          |         |          |           |         |
|                                          |         |          |           |         |
|                                          |         |          |           |         |
| Les données manquantes sont à compléter. |         |          |           |         |

### Commission de services régionaux
Saint-Irénée-et-Alderwood fait partie de la Région 4, une commission de services régionaux (CSR) devant commencer officiellement ses activités le 1er janvier 2013. Contrairement aux municipalités, les DSL sont représentés au conseil par un nombre de représentants proportionnel à leur population et leur assiette fiscale. Ces représentants sont élus par les présidents des DSL mais sont nommés par le gouvernement s'il n'y a pas assez de présidents en fonction. Les services obligatoirement offerts par les CSR sont l'aménagement régional, l'aménagement local dans le cas des DSL, la gestion des déchets solides, la planification des mesures d'urgence ainsi que la collaboration en matière de services de police, la planification et le partage des coûts des infrastructures régionales de sport, de loisirs et de culture; d'autres services pourraient s'ajouter à cette liste.
Le 1er juillet 2014, Saint-Irénée-et-Alderwood rejoindra la nouvelle municipalité régionale du Grand Tracadie-Sheila. Cette constitution fait suite à un plébiscite tenu en décembre 2013. La nouvelle municipalité comprendra dix-neuf autres districts de services locaux ainsi que la ville de Tracadie-Sheila.

### Représentation
Nouveau-Brunswick: Saint-Irénée-et-Alderwood fait partie de la circonscription de Tracadie-Sheila, qui est représentée à l'Assemblée législative du Nouveau-Brunswick par Claude Landry, du Parti progressiste-conservateur. Il fut élu en 2006 puis réélu en 2010.
 Canada: Saint-Irénée-et-Alderwood fait partie de la circonscription fédérale d'Acadie-Bathurst. Cette circonscription est représentée à la Chambre des communes du Canada par Yvon Godin, du NPD. Il fut élu lors de l'élection de 1997 contre le député sortant Doug Young, en raison du mécontentement provoqué par une réforme du régime d’assurance-emploi.

### Chronologie municipale
1814 : La paroisse de Saumarez est formée à partir d'une portion de la paroisse d'Alnwick et de terres non constitués, dans le comté de Northumberland.
1826 : Le comté de Gloucester est formé à partir des paroisses d'Alnwick et de Beresford.
1831 : La paroisse de Caraquet et la paroisse de New Bandon sont formées à partir de la paroisse de Saumarez.
1867 : Confédération canadienne.
1876 : Le comté de Gloucester est constitué en municipalité.
1881 : La paroisse de Saint-Isidore est formée à partir de portions des paroisses de Saumarez et d'Inkerman.
1966 : La municipalité du comté de Gloucester est dissoute. La paroisse de Saumarez devient un district de services locaux. Le DSL de Sheila et la ville de Tracadie sont constitués dans la paroisse.
1984 : Les DSL suivants sont constitués dans la paroisse de Saumarez: Benoit, Gauvreau–Petit-Tracadie, Haut-Sheila, Leech, Pointe-à-Bouleau, Pont-Landry, Rivière-à-la-Truite, Rivière-du-Portage–Tracadie Beach, Saint-Irénée-et-Alderwood, Saint-Pons, Saumarez et Val-Comeau,.

## Économie
Saint-Irénée-et-Alderwood compte quelques commerces. Il y a un élevage de bovins.
Entreprise Péninsule, un organisme basé à Tracadie-Sheila faisant partie du réseau Entreprise, a la responsabilité du développement économique de la région.

## Vivre à Saint-Irénée-et-Alderwood

### Éducation
Les élèves francophones bénéficient d'écoles à Tracadie-Sheila. La ville de Shippagan compte le CCNB-Péninsule acadienne et un campus de l'Université de Moncton.
Les anglophones bénéficient d'une école à Brantville accueillant les élèves de la maternelle à la huitième année. Ils doivent ensuite poursuivre leurs études à Miramichi. Les établissements d'enseignement supérieurs anglophones les plus proches sont à Fredericton ou Miramichi.
Il y a une bibliothèque publique à Tracadie-Sheila.

### Autres services publics
Le bureau de poste et le détachement de la Gendarmerie royale du Canada les plus proches sont situés à Tracadie-Sheila. Le poste d'Ambulance Nouveau-Brunswick et l'hôpital les plus proches sont aussi à Tracadie-Sheila.
Existant depuis le 20 juillet 1995, la Commission de gestion des déchets solides de la Péninsule acadienne (COGEDES) a son siège-social à Caraquet. Les déchets sont transférés au centre de transbordement de Tracadie-Sheila et les matières non recyclables sont ensuite enfouies à Allardville.
Le village est desservi par la paroisse catholique Saint-Irénée, comprise dans le diocèse de Bathurst. Il y a aussi le Centre Père Roméo Lanteigne, un centre communautaire.
Les francophones bénéficient du quotidien L'Acadie nouvelle, publié à Caraquet, ainsi que de l'hebdomadaire L'Étoile, de Dieppe. Les anglophones bénéficient quant à eux du quotidien Telegraph-Journal, publié à Saint-Jean.